# Sascha Weidner
Sascha Weidner (ur. 1 sierpnia 1974 w Georgsmarienhütte, zm. 9 kwietnia 2015 w Norden) – niemiecki fotograf i artysta, żył i pracował w  Belm i  Berlin. W swojej twórczości Sascha Weider zajmował się stworzeniem radykalnie subiektywnego świata obrazów. Jego fotografie zostały ukształtowane przez postrzeganie, tęsknotę i język obrazów podświadomości. Były one wystawiane i publikowane w wielu krajach.

## Życiorys
Już w młodości Weider interesował się sztuką i udzielał się artystyczno-plastycznie. Po pobycie zagranicą w latach 1992–1993 w Solon, Ohio, USA i uzyskaniu matury w 1995 roku w liceum Graf-Stauffenberg w Osnabrueck, Sascha Weidner studiował w latach 1996–2004 sztuki plastyczne i wizualną komunikację w Akademii Sztuk Plastycznych w Brunszwiku Hochschule für Bildende Künste Braunschweig, kończąc studia dyplomem z wyróżnieniem. Następnie kontynuował tam studia podyplomowe w zakresie sztuk plastycznych w specjalności fotografia u Dörte Eißfeld. Po studiach pracował jako samodzielny artysta w Belm i Berlinie.
Fotografie Saschy Weidnera są ukształtowane przez jego podróże, które między innymi były możliwe dzięki różnym stypendiom. W latach 2004 i 2006 przebywał kilka miesięcy na stypendium DAAD w Los Angeles. W 2013 roku był w Japonii (Villa Kamogawa, Kyoto) jako stypendysta Instytutu Goethego, a w 2014 roku w Three Shadows Photography Art Centre w Pekinie.
W latach 2010–2012 pracował jako docent w dziedzinie fotografii artystycznej na  Akademii Sztuk Plastycznych w Stuttgarcie (Staatliche Akademie der Bildenden Künste Stuttgart). W 2012 roku został on powołany na członka Niemieckiej Akademii Fotografii (Deutsche Fotografische Akademie).
Weidner zmarł nagle 9 kwietnia 2015 na zawał serca.
Za swoją twórczość otrzymał on między innymi w 2011 roku nagrodę Fundacji Alison & Peter Klein Stiftung za fotografię artystyczną, a w 2010 roku nagrodę dla młodych talentów w zakresie filmu i sztuki medialnej Akademii Sztuki w Berlinie (Akademie der Künste).
Twórczość Saschy Weidnera  była prezentowana na krajowych i międzynarodowych wystawach indywidualnych i grupowych.

## Twórczość
Sascha Weidner określa sam siebie jako „romantycznie niespokojnego podróżującego“, a swoje zdjęcia jako wysoce subiektywne. Fotografia była dla niego środkiem wyrazu splatającym obraz realnego świata z jego własnym, wewnętrznym obrazem. Z jego przeważnie biograficznych wypraw fotograficznych powstały cykle obrazów dotyczących podstawowych pytań o ludzką egzystencję.
W czasie przeszło dziesięcioletniego tworzenia archiwum zdjęć gromadziło się w nim, jak on sam określał „wszystko, co jest ważne w zakresie kultury, katastrof, stereotypów i polityki. Sascha Weidner czerpał przy tym z zasobów, które składały się ze zdjęć rodzinnych, własnych prac i ze znalezionych lub zapożyczonych ujęć z massmediów i historii sztuki. Przy tym granice między inscenizacją i autentycznością stają się płynne, często wykorzystane w celu podkreślenia tej nierealnej, czasami wręcz sugestywnej atmosfery rzeczywistości.
Motywy jego fotografii jak również tytuły prac oraz wystaw wskazują na odniesienia i metafory do osobistych przeżyć. Na przykład: „Aż do bólu“ (Bis es weh tut), „Co pozostaje“ (Was übrig bleibt),  „Obecność nieobecności” (The presence of absence), “Pozostać nigdzie“, (Bleiben ist nirgends), „Piękno pozostaje” (Beauty remains), „Na wodzie budowane“ (Am Wasser gebaut).
Kanon obrazowy Saschy Weidnera wywodzi się z poczucia przeżyć młodych ludzi i określa on „postrzeżenia, tęsknoty i marzenia tych generacji”, które przeżywały swoją młodość w latach 80., 90. i później. Dlatego ten sposób podejścia Saschy Weidnera i ocena tych lat są nadal aktualne dla tamtego okresu, zaś z artystycznego punktu widzenia jednocześnie stwarzały rzeczywiste oraz urojone przestrzenie.
W istocie Sascha Weidner miał archaiczne i melancholijne spojrzenie na świat. Podstawowe wzorce schematów jego fotografii są zawsze powrotem do własnych przeżyć i sprzeczności jak życie i śmierć, piękno i przemijanie, jak również pytania odnośnie do pochodzenia, tożsamości i samookreślenia. W tym sensie  Sascha Weidner nie ograniczał się nie tylko do własnego świata przeżyć, ale wypowiadał się także o samej istocie życia.
Prezentacje tymczasowych instalacji sztuki Saschy Weidnera były zawsze podobne  do otwierających się nowych przestrzeni przeżyć, które bardzo często bazują na interaktywnym współdziałaniu medium i obserwatora. Współistnienie obrazu i tekstu otwiera możliwość dalszego myślowego prowadzenia galerii jego dzieł, które na nowo układałyby się w zmieniających się zestawach.
Z punktu widzenia metodyki i motywacji wymagania jakie sobie stawiał Sascha Weidner wywodzą się bezpośrednio z prawdziwych tradycji takich fotografików jak Nan Goldin, Larry Clark lub Juergen Teller.
W twórczości Weidera kompozycja i niuanse barw w jego pracach przypominają  lekkość i przejrzystość elementarnych i symbolicznych realizacji znanych z twórczości japońskiej fotografki Rinko Kawauchi.